# Johan Reepmaker

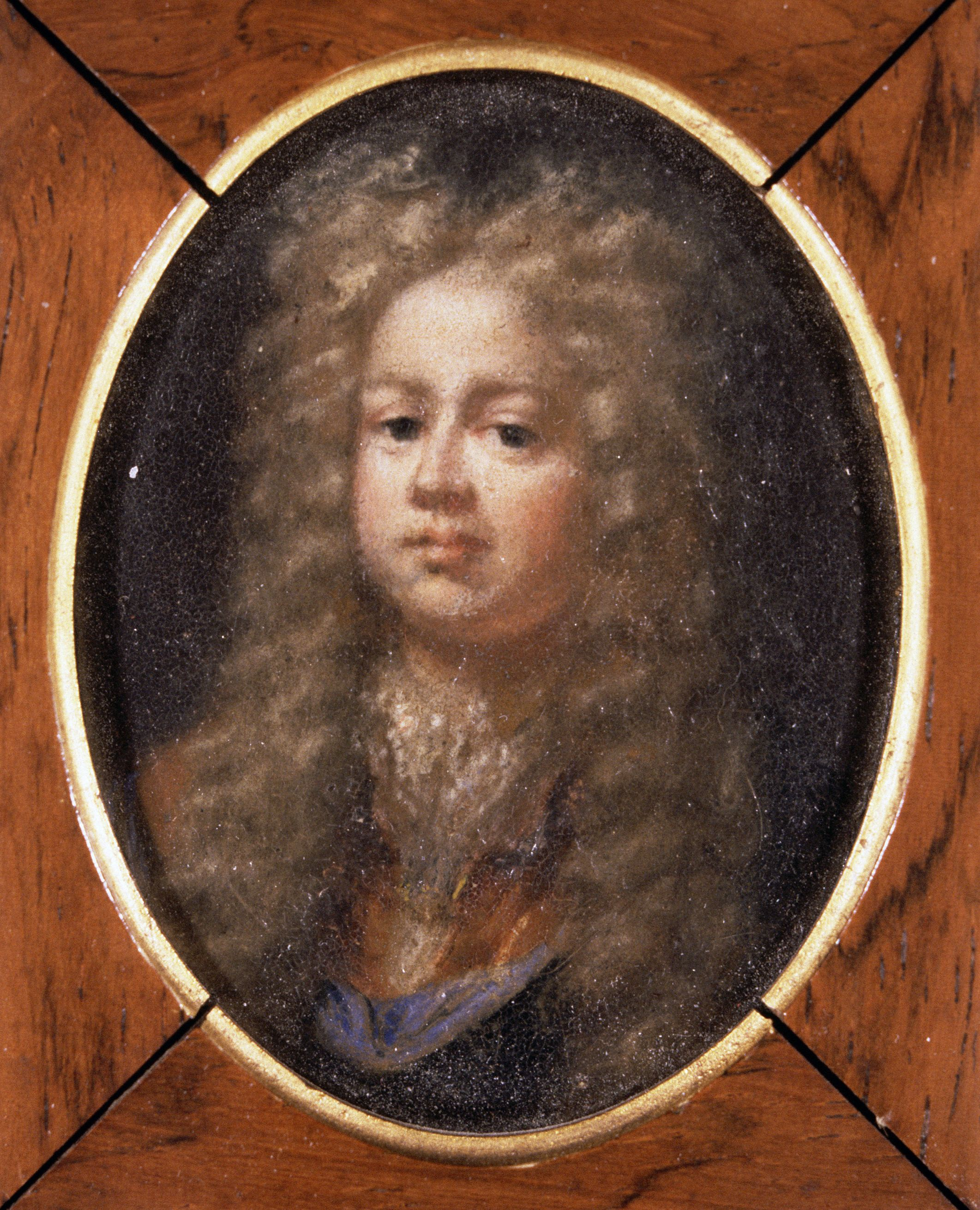
Johan Reepmaker

Johan Reepmaker (Amsterdam, 20 januari 1647 – 's-Gravendeel, 21 januari 1686) was een telg uit de Amsterdamse regentenfamilie Trip.

## Biografie
Reepmaker werd geboren in Amsterdam als zoon van Jacob Reepmaker en Maria Trip.
Tussen 1666 en 1671 maakte hij reizen door Duitsland, Oostenrijk, Italië, Frankrijk en België, en bracht hij een audiëntie bij Koning Lodewijk XIV in Parijs in gezelschap van Mr. Pieter de Groot, Ambassadeur der staten. Ook dineerde hij bij de koningin en de Dauphin. Zijn reisbeschrijvingen zijn bewaard gebleven en bevinden zich in het stadsarchief te Rotterdam.
Hij huwde op 25 april 1674 te Middelburg Christina de Beveren, telg uit het Dordtse regentengeslacht Van Beveren, dochter van Mr. Willem de Beveren, Heer van Strevelshoek (1624–1672) en Cornelia Schaep (1628–1666).
Reepmaker woonde in Dordrecht in een pand aan de Wolwevershaven (thans museum Het Dordts Patriciërshuis) welke hij erfde uit de nalatenschap van zijn grootouders Jacob Trip (1575-1661) en Margaretha de Geer 1583-1672). 's Zomers verbleef hij op zijn buitengoed te 's-Gravendeel en woonde hij met zijn vrouw op kasteel Develstein te Zwijndrecht.
Reepmaker overleed op 21 januari 1686 te 's-Gravendeel op de leeftijd van 39 jaar. Hij werd begraven te Dordrecht op 28 januari in het familiegraf in de Augustijnenkerk.

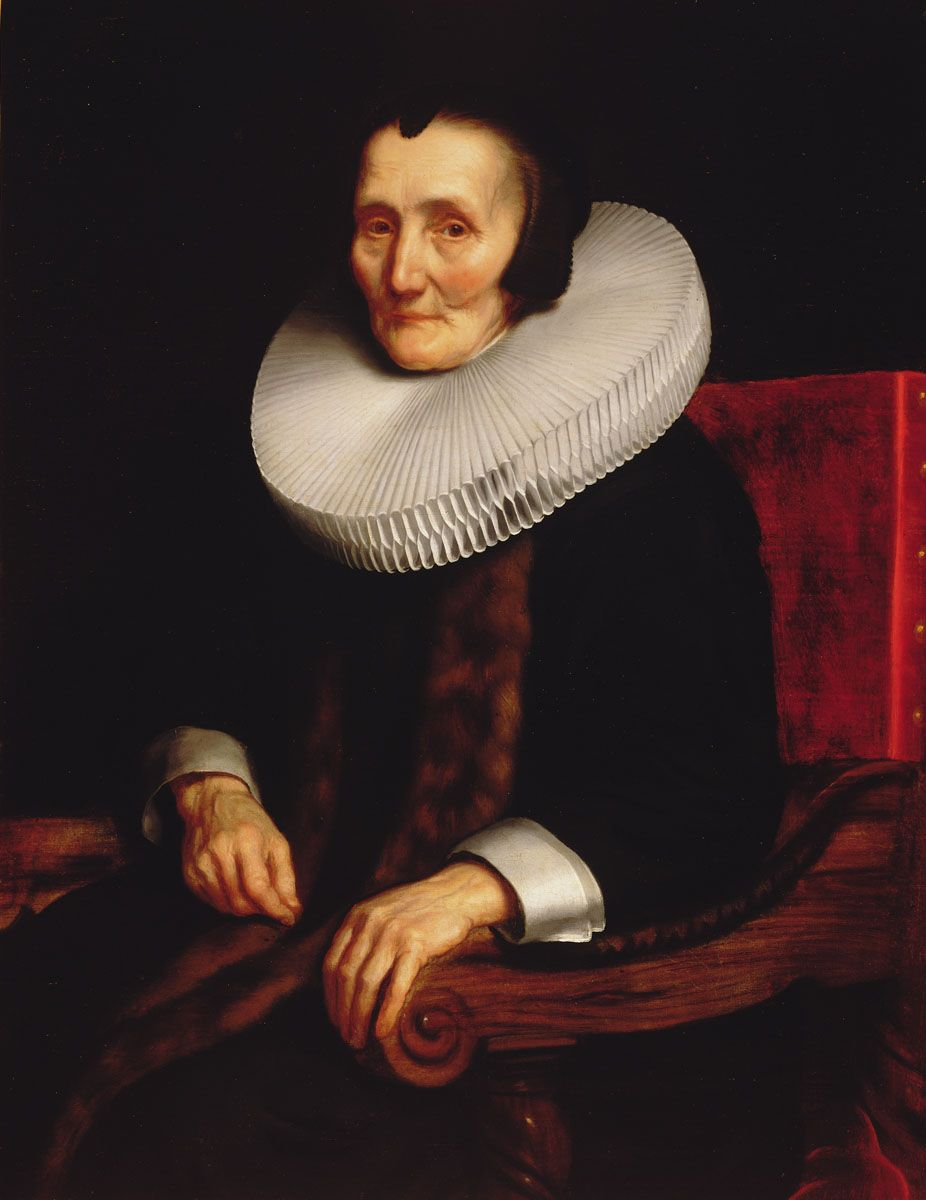
Margaretha de Geer, grootmoeder van Johan Reepmaker. Geschilderd door Nicolaes Maes.
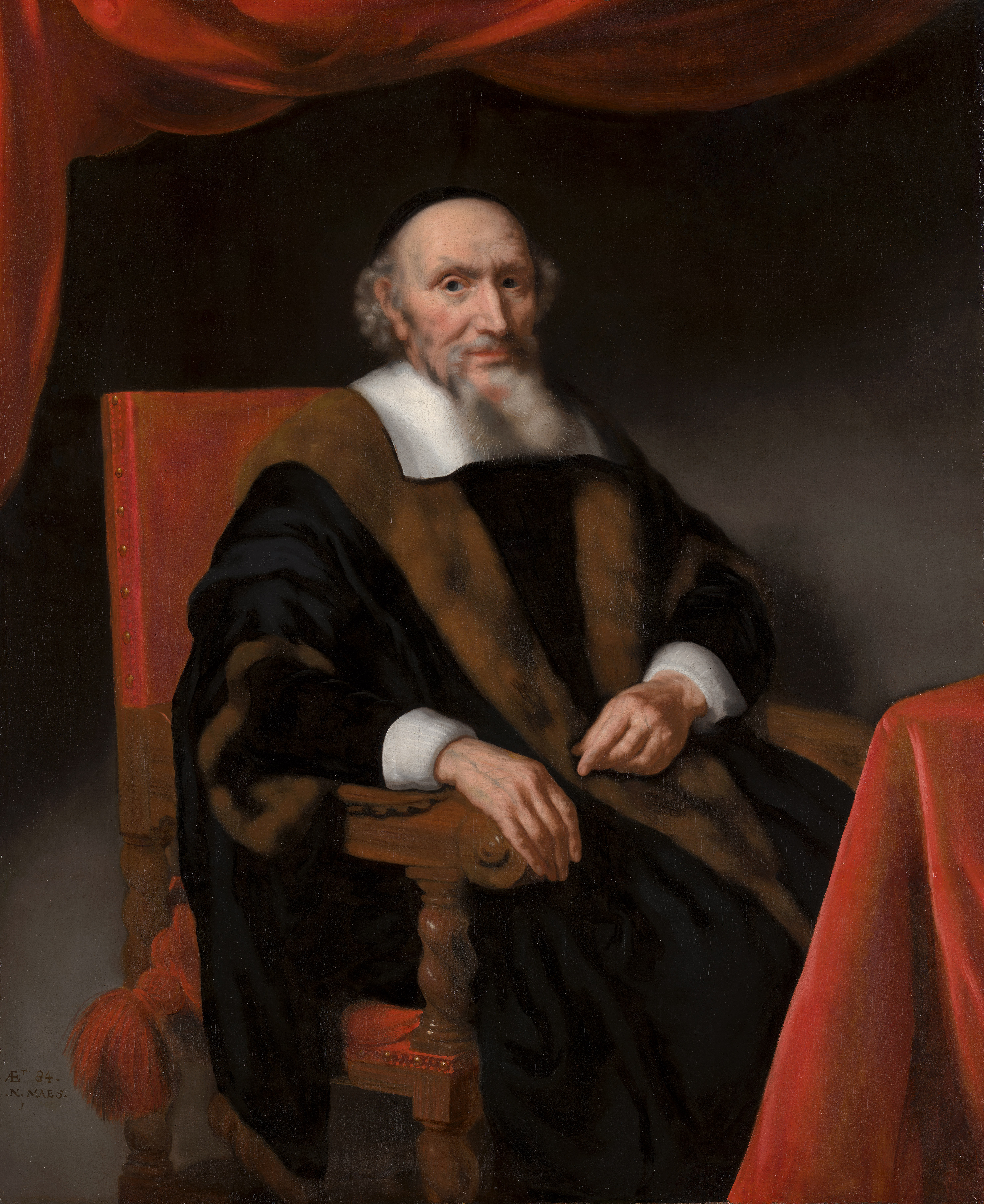
Jacob Trip, Grootvader van Johan Reepmaker. Geschilderd door Nicolaes Maes.
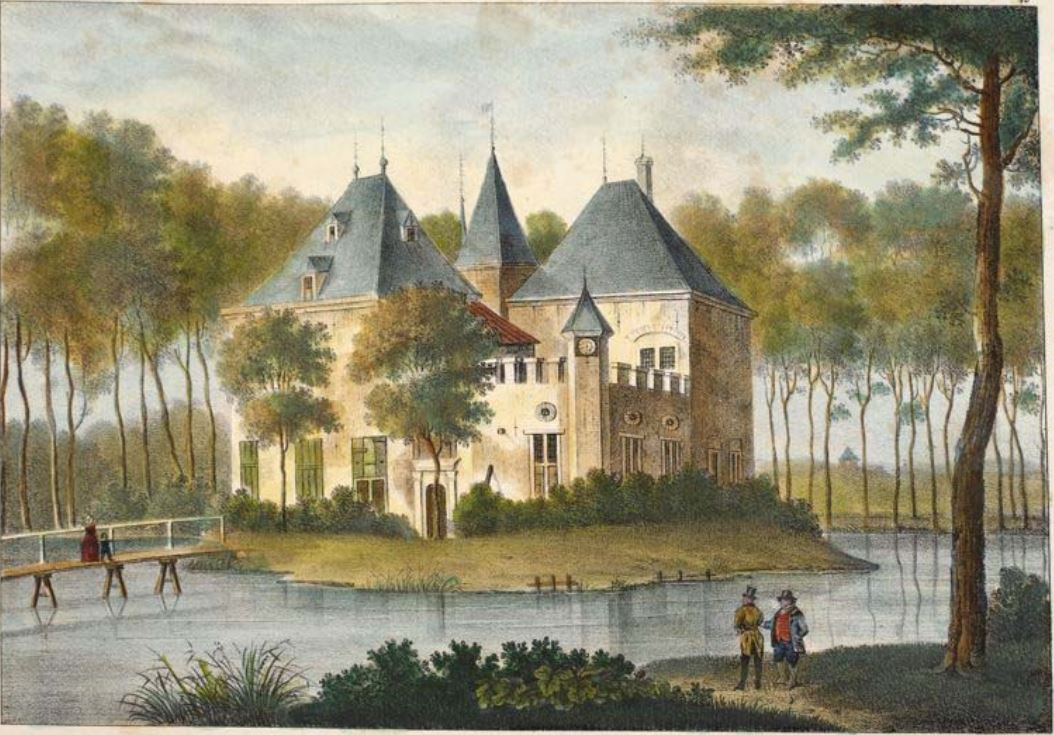
Kasteel Develstein te Zwijndrecht